# Windsor Park
Windsor Park este un stadion de fotbal din Belfast, Irlanda de Nord. Acesta este „casa” pentru clubul de fotbal Linfield F.C. și pentru Echipa națională de fotbal a Irlandei de Nord și, de asemenea, este locul unde se dispută finala Irish Cup.